# Sandra Andersen Eira

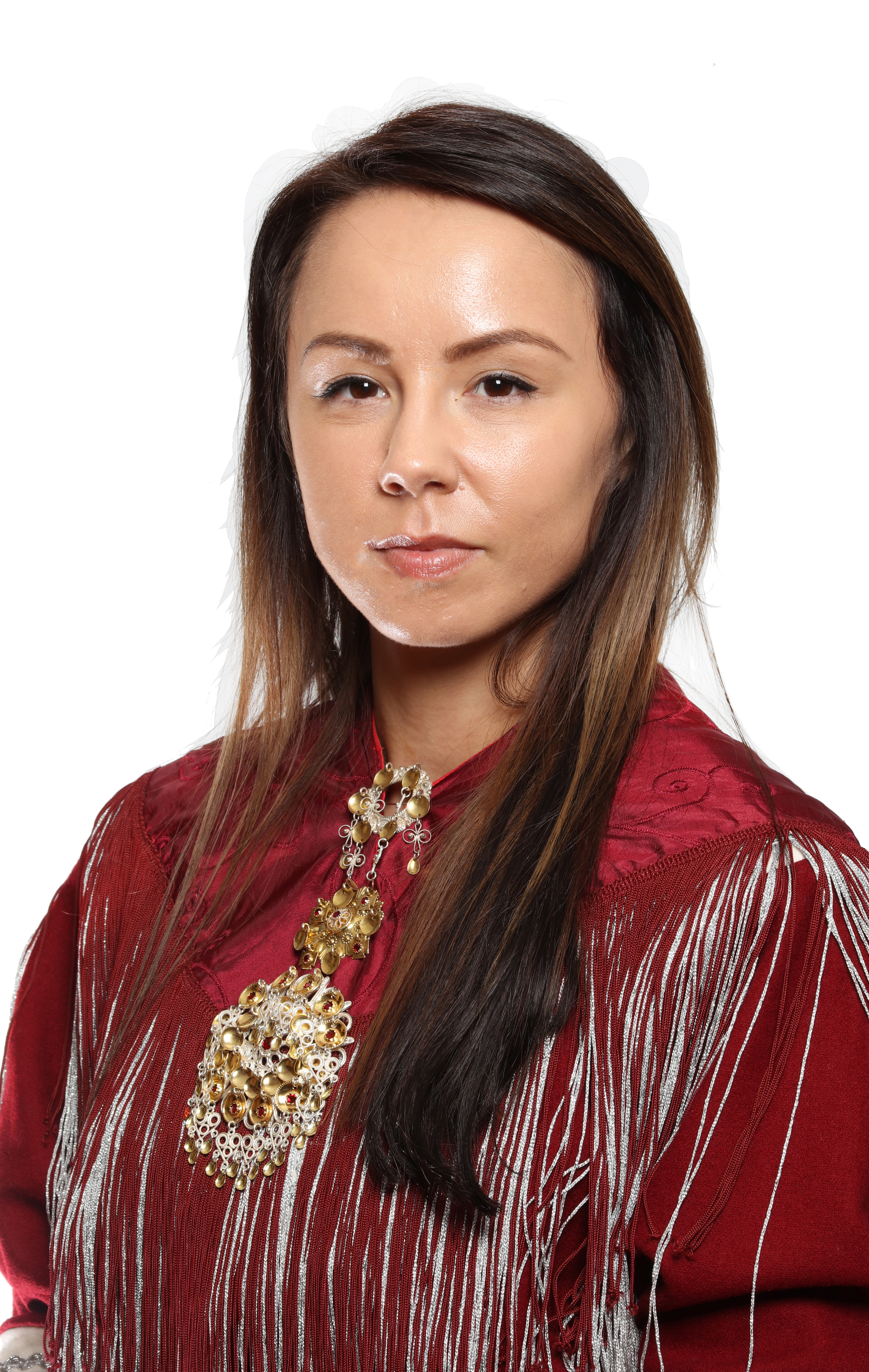
Sandra Andersen Eira, 2017

Sandra Andersen Eira (* 21. Juni 1986) ist eine samisch-norwegische Politikerin des Norske Samers Riksforbund (NSR). Sie war von 2017 bis 2021 Abgeordnete des norwegischen Sameting.

## Leben
Eira stammt aus der Ortschaft Russenes in der Kommune Porsanger im äußersten Norden Norwegens. Sie ist von Beruf Fischerin und Kapitänin eines Fischerbootes. 2015 wurde der Dokumentarfilm Sea Sisters über sie und die Erfahrungen einer Frau im männlich dominierten Fischereigewerbe gedreht.
2017 wurde sie als Vertreterin des samischen Wahlkreises Ávjovárri für den NSR in das norwegische Sameting gewählt. Dort wurde sie Mitglied im Wirtschafts- und Kulturausschuss. Bei der Sametingwahl 2021 trat sie nicht erneut an.
Nach dem Überfall Russlands auf die Ukraine 2022 schloss sie sich einer gemischten Einheit aus amerikanischen und britischen Rangern an und nimmt seitdem aktiv an Kampfhandlungen teil.